# Хоняки (Иркутская область)
Хоняки — посёлок в Чунском районе Иркутской области России. Входит в состав Октябрьского муниципального образования. Находится примерно в 24 км к юго-западу от районного центра.

## Население
По данным Всероссийской переписи, в 2010 году в посёлке проживало 309 человек (153 мужчины и 156 женщин).